# Hugo von Mohl
Hugo von Mohl (Stuttgart, 8 d'abril de 1805 – Tubingen, 1 d'abril de 1872), era un botànic alemany.
Era fill del polític de Württemberg, Benjamin Ferdinand von Mohl (1766–1845). Va estudiar medicina a la universitat de Tübingen. L'any 1832 va ser nomenat professor de botànica a la mateixa universitat. Va ser membre de la Royal Society des de 1868.
El 1846, va encunyar el terme «protoplasma» per designar el contingut viu de la cèl·lula. Va fer la primera explicació científica sobre els diferents tipus d'escorça i també sobre l'obertura i tancament dels estomes (1850). Va atribuir el creixement secundari del gruix dels arbres al fet que l'anell de càmbium sorgeix directament del meristema, una teoria que, després d'una llarga controvèrsia científica, només va confirmar S. Kostytschew per a la majoria d'arbres el 1922. Va estudiar les palmeres cicadàcies i les falgueres arborescents. Va fer un treball sobre el gènere Isoetes (1840).
També entenia construir microscopis; sabia polir i muntar lents. El 1843 va fundar junt amb D. v. Schlechtendal la revista "Botanische Zeitung" i va ser-ne coeditor fins al 1872 L'any 1843 començà a editar el setmanari botànic Botanische Zeitung en cooperació amb Diederich von Schlechtendal.